# Lutz F. Hornke
Lutz F. Hornke (* 27. August 1945 in Leipzig) ist ein deutscher Betriebs- und Organisationspsychologe. Er war seit 1986 Professor an der RWTH Aachen, ist seit 2010 emeritiert.

## Leben
Nach dem Psychologiestudium an der Universität Mannheim ging er 1972 an die School of Education der Stanford University und studierte dort u. a. bei Lee Cronbach und Patrick Suppes. 1975 erfolgte dann die Promotion zum Dr. phil. an der Universität Mannheim und 1981 die Habilitation an der Universität Marburg. Er wirkte seitdem als Professor an den Universitäten Düsseldorf, Mannheim und hatte den Lehrstuhl für Betriebs- und Organisationspsychologie an der RWTH Aachen inne.
Schwerpunkt seiner Forschungsarbeit ist die Entwicklung von computergestützten adaptiven Testverfahren. Anfang der 1980er Jahre führte er adaptive Verfahren mit Hilfe von Itembanken in der Personalauswahl der Bundeswehr ein. Diese Entwicklung trug dazu bei, adaptive Testverfahren in großen Diagnostikprogrammen zu etablieren (Sands, 1997).
Hornke war u. a. Alumni-Beauftragter der RWTH Aachen und wurde auch durch seine Tätigkeit als Obmann des Ausschusses zur Entwicklung der DIN 33430 sowie der ISO 10667 bekannt.
Weiterhin konzipierte er und es entstanden ab 2001 unter seiner Leitung die webbasierten Selbstbewertungsverfahren Online Self Assessment des Verbundes Norddeutscher Universitäten sowie der RWTH Aachen. Mit diesen Verfahren soll Studieninteressierten die Wahl des Studienfachs erleichtert werden.
Hornke ist u. a. Mitglied der Deutschen Gesellschaft für Psychologie und der European Association of Psychological Assessment, deren Präsident er war.

## Veröffentlichungen (Auswahl)
- DIN (2002). DIN 33430: Anforderungen an Verfahren und deren Einsatz bei berufsbezogenen Eignungsbeurteilungen. Beuth, Berlin.
- mit U. Winterfeld (Hrsg.): Eignungsbeurteilungen auf dem Prüfstand: DIN 33430 zur Qualitätssicherung. Spektrum, Heidelberg 2004, ISBN 3-8274-1403-2.
- mit K. Westhoff, L. F. Hellfritsch, K. D. Kubinger, F. Lang, H. Moosbrugger, A. Püschel und G. Reimann (Hrsg.): Grundwissen für die berufsbezogene Eignungsbeurteilung nach DIN 33430. Pabst, Lengerich 2004, ISBN 3-8274-1403-2.
- W. A. Sands, B. K. Waters, B. K. McBride: Computerized Adaptive Testing: From Inquiry to Operation. APA, Washington, DC 1997.